# Náchod (stacja kolejowa)
Náchod – stacja kolejowa w Náchod, w Kraju hradeckim, w okresie Náchod, przy granicy polsko-czeskiej przy ulicy Kladská 128.

## Połączenia
- Broumov
- Choceň
- Doudleby nad Orlicí
- Hradec Králové hlavní nádraží
- Hronov
- Jaroměř
- Letohrad
- Meziměstí
- Nowe Miasto nad Metują
- Starkoč(inne języki)
- Týniště nad Orlicí